# Salvator Mundi (Leonardo da Vinci)
Salvator Mundi és una famosa pintura de Leonardo da Vinci que representa el tema del Salvator Mundi, realitzada per al rei Lluís XII de França entre 1506 i 1512. Perduda i redescoberta, va ser restaurada i exposada l'any 2011. L'obra mostra Crist, en un vestit del Renaixement, donant una benedicció amb la seva mà dreta alçada i creuada mentre que aguanta una esfera de vidre en la seva mà esquerra. És conegut per ser, a data de 2017, el quadre més car venut mai, 450 milions de dòlars.

## Història
A França, Leonardo da Vinci va pintar el tema, Jesucrist, pel rei Lluís XII de França entre 1506 i 1513. L'obra recentment autenticada va ser antany propietat del rei Carles I d'Anglaterra i va formar part de la seva col·lecció d'art de 1649 abans que fos subhastada pel fill del Duc de Buckingham i Normanby l'any 1763. No va tornar a aparèixer fins al 1900, quan va ser comprada per un col·leccionista britànic, Francis Cook, primer vescomte de Monserrate. La pintura es va fer malbé a causa dels intents de restauració previs, i la seva autoria no era clara. Els descendents de Cook el van vendre en una subhasta per 45 lliures l'any 1958.
L'any 2005, el quadre va ser adquirit per un consorci de marxants d'art que incloïa Robert Simon, un especialista en els Vells Mestres. Es va pintar força sobre l'obra per tal que semblés una còpia, i va ser descrita com "un naufragi fosc i ombrívol". Va ser llavors restaurat i autenticat com una obra de Leonardo. Va ser exposat a la National Gallery de Londres durant l'exposició Leonardo da Vinci: Painter at the Court of Milan del novembre de 2011 fins al febrer de 2012. L'any 2013, el quadre es va vendre a un col·leccionista rus, Dmitry Rybolovlev per 127.5 milions de dòlars, a través del marxant suís Yves Bouvier.
El 10 d'octubre de 2017, la casa de subhastes Christie's va anunciar que el quadre es vendria en subhasta el 15 de novembre del mateix any, i que es mostraria en una exposició especial a les seus de Christie's de Nova York, Hong Kong, San Francisco i Londres abans de la subhasta. Finalment es va vendre en subhasta al príncep Badr bin Abdullah bin Mohammed Al Farhan en representació del Departament de Cultura i Turisme d'Abu Dhabi el 15 de novembre de 2017, per 450 milions de dòlars, establint un nou rècord del quadre més car mai venut. El quadre es mostrarà en el Louvre Abu Dhabi.

## Galeria

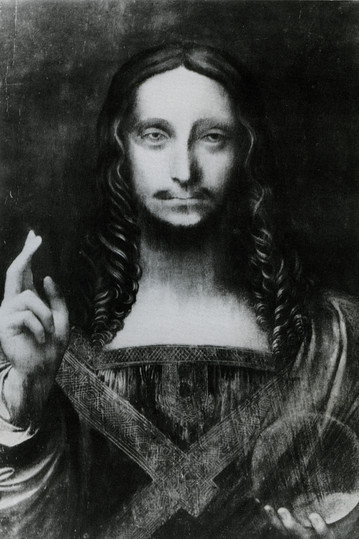
Estat anterior a la restauració de la versió de la National Gallery.
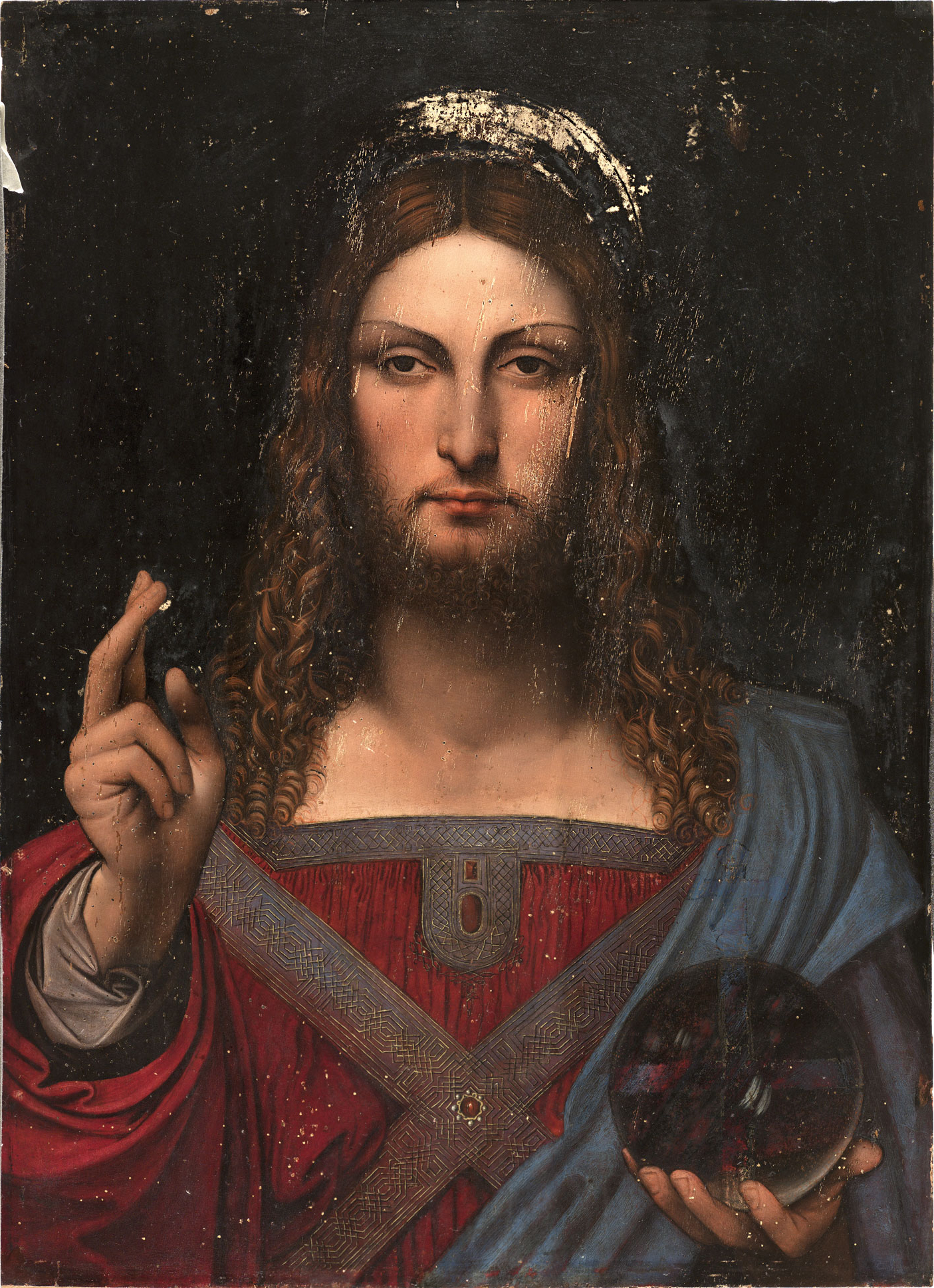
Versió atribuïda a l'escola de Leonardo, antigament propietat del marquès de Ganay.
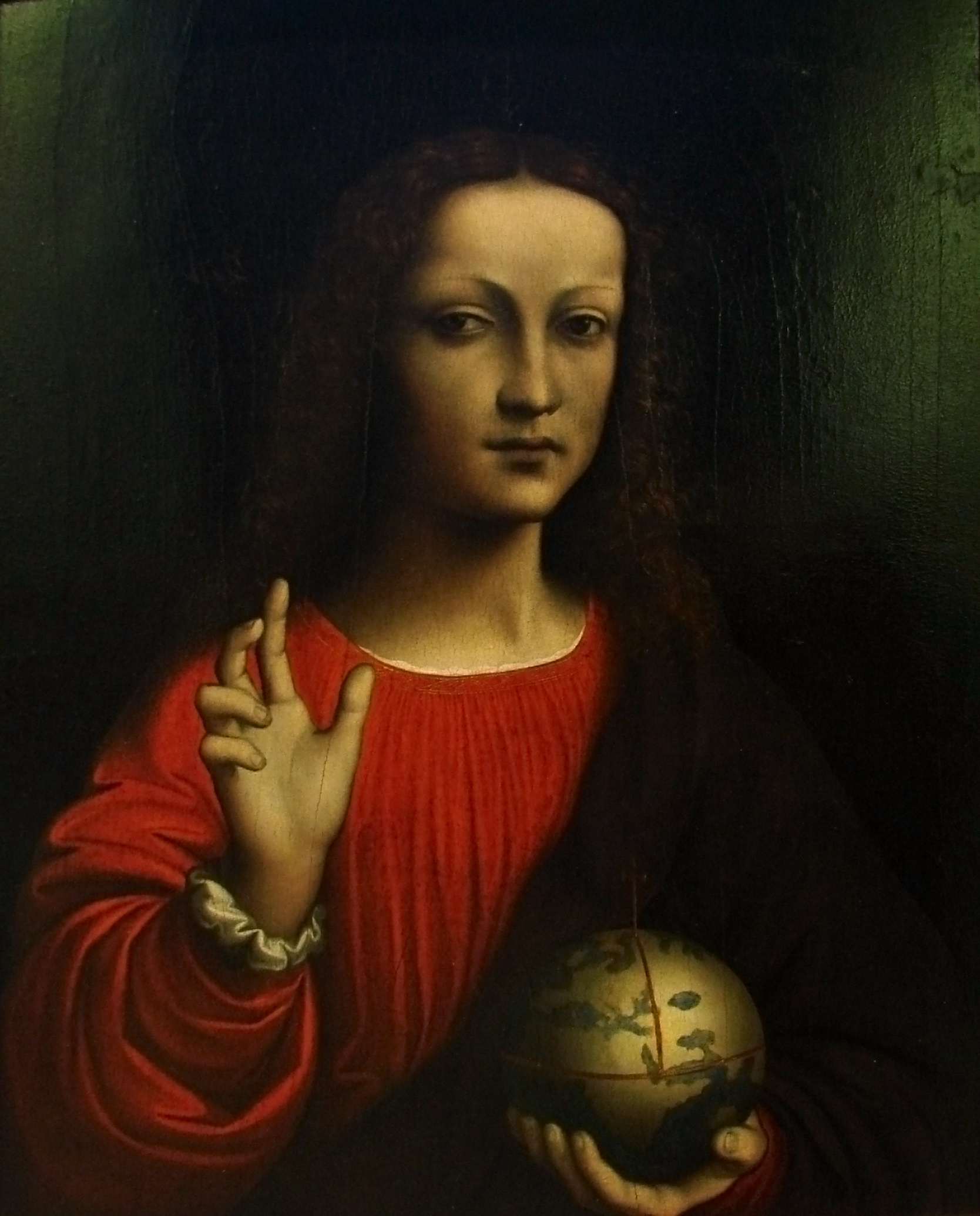
Versió atribuïda a l'escola de Leonardo, actualment al Museu de Belles Arts de Nancy.
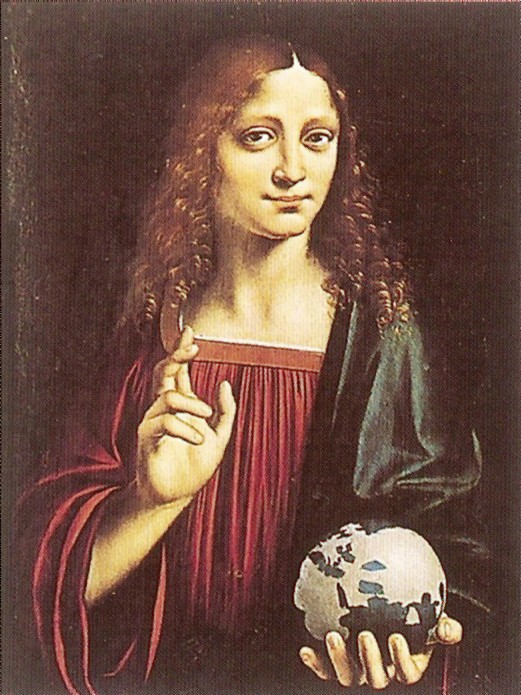
Versió de Marco d'Oggiono, ca. 1494.